# Antonio de la Cruz Quesada
Antonio de la Cruz Quesada (nacido el 16 de mayo de 1825 en Granada, España) es uno de los compositores más prolíficos de la música española del Romanticismo. En sus oficios musicales destacan el de compositor, pianista y "maestro de armonía, composición, contrapunto y piano". Nace en el seno de una familia acomodada en la ciudad de Granada. Inicia sus estudios musicales a manos de su tío Joaquín de la Cruz, a la vez que avanza en sus estudios de música inicia estudios universitarios en Filosofía y Derecho. Su producción musical está influenciada por el belcanto de las compañías italianas con las que tuvo contacto. También se ve reflejado en su música su gusto por la música popular española, muy presente en los teatros con canciones populares, tonadillas o bailes. Mantiene contacto con ilustres personajes de la época como son Pedro Antonio de Alarcón o el zarzuelista Barbieri. A finales de los 40 se vincula con los jóvenes conocidos como "Cuerda granadina" y acaba emigrando como la gran mayoría de estos a Madrid. En la capital ganó gran reconocimiento con piezas cortas para revistas, editores y salones. Su música fue aceptada por músicos mayores del ejército, que adaptaban sus obras para banda militar.  Regresa a Granada en 1859 volviendo a colaborar con el Liceo y trabajando de pianista acompañante en el Teatro del Campillo, donde colabora de manera activa con el barítono Giorgio Ronconi. Tras unos años en Almería donde mantuvo contacto con sus editores a los cuales les enviaba numerosas canciones, obras sinfónicas para la recién fundada Sociedad de Conciertos y marchas para bandas militares, regresa a Granada en 1870 y cuatro años más tarde vuelve a Madrid. En esta época conoce a los cantantes más afamados de la época debido a su contacto con la representación operística y compone para ellos algunas canciones. A partir de los 80, su producción musical decae hasta su muerte en 1889.

## Contexto histórico de Granada y primeros años de vida
Durante sus primeros años de vida, la ciudad de Granada vivió unos momentos aciagos. Es probable que de niño viera a Mariana Pineda camino del patíbulo erigido en el Campo del Triunfo, dentro del contexto de las terribles persecuciones a los enemigos del absolutismo de Fernando VII. Posteriormente, la Primera Guerra Carlista, la dura epidemia de la cólera, las inundaciones provocadas por el desbordamiento del río Darro. Conviviendo con estas catástrofes, el niño Antonio de la Cruz Quesada inicia sus estudios musicales bajo la tutela de su tío Joaquín de la Cruz, músico granadino del Teatro del Campillo. Posteriormente empieza a estudias solfeo de la mano del pianista José Tamayo, y tras la creación de la Escuela de Música del Liceo Artístico y Literario en 1839, recibió formación en piano, canto y composición de la mano de Bernabé Ruiz de Henares (Churriana de la Vega (Granada, España), 1809-1878), primer organista de la Catedral de Granada. 

## Estudios universitarios
Según datos del archivo universitario de la Universidad de Granada (UGR) en el curso académico 1837/38 comenzó en la institución los estudios de Filosofía, en los que obtuvo en todos los cursos calificaciones oscilantes entre el "Notablemente aprovechado" y el "Sobresaliente". Al acabar la carrera de filosofía comenzó la de Jurisprudencia donde continuó alcanzando óptimas calificaciones, hasta el último curso y sexto año de carrera el 1845/46, donde se observa una bajada en el rendimiento académico obteniendo la calificación de "Regular". Este descenso de rendimiento se debía a que la verdadera vocación de Antonio de la Cruz era la música, y a mediados de la década colabora en las temporadas del Teatro del Campillo, donde participó en sus producciones operísticas.
Según figura en los Estatutos del Colegio de Abogados y Lista oficial del Colegio de Granada, Antonio y sus hermanos menores Rafael y Diego de la Cruz se inscribieron en el Colegio en 1847, 1849 y 1861 respectivamente, aunque sus nombres figuran en el listado de abogados que no ejercieron la profesión.

## Influencias y primera obra
Sus colaboraciones en las temporadas del Teatro del Campillo a mitad de la década de los 40 donde participó en sus producciones operísticas le hizo entrar en contacto con la música de Gioachino Rossini (Pésaro (Pesaro y Urbino, Italia), 1792-1868), Vicenzo Bellini (Catania (Sicilia, Italia) 1801-1835) o Giuseppe Verdi (Le Roncole (Parma, Italia), 1813-1901). El estilo "belcantista" de los italianos junto con la música popular española están muy presentes en la producción musical del compositor granadino. En este periodo, Antonio de la Cruz participó en la actividad musical llevada a cabo por el Liceo Artístico y Literario, sociedad en la que tuvo un importante papel como profesor, pianista y miembro del coro. 
El 23 de noviembre de 1849 fue estrenada en el Teatro del Campillo su primera composición de la que se tiene constancia: La vuelta de Escupe-jumos. Se trata de una zarzuela en un acto con texto del escritor Antonio Romero Saavedra. La obra tuvo gran acogida entre el público, tal fue así que años posteriores a su estreno fue representada en Madrid (1850), Barcelona (1851), Zaragoza (1853) o Valencia (1853 y 1859).
Curiosamente, tras el éxito de su zarzuela, no volvió a componer ninguna más. Esta decisión pudo ser influenciada por su proximidad a Pedro Antonio de Alarcón, declarado detractor de este género. Pese a esto, mantuvo una relación epistolar de años con el maestro y zarzuelista Francisco Asenjo Barbieri (Madrid (España), 1823-1894).

## LaCuerda Granadinay migraciones
A finales de los años 40 tuvo vinculación con la Cuerda granadina, una tertulia artístico-literaria que reunió a un grupo de intelectuales del ámbito cultural de Granada entre 1850 y 1854. En 1850, Antonio de la cruz fue uno de los primeros "nudos" (así se hacían llamar los miembros de la Cuerda) en partir hacia Madrid, donde consiguió una gran popularidad gracias a sus obras para canto y/o piano las cuales fueron publicadas en importantes revistas como La Iberia Musical o Gaceta Musical de Madrid. Estas piezas las adoptó la sociedad de Madrid para sus aristocráticos bailes de salón. Se trata de canciones españolas, polkas de salón, tandas de valses u otras canciones para canto y/o piano. Fue en esta etapa donde inició su amistad con Barbieri al cual le consideró un compositor "cursi". Entre 1858 y 1874, mientras el compositor granadino estaba fuera de la capital mantuvo una relación epistolar con el zarzuelista madrileño. 
La música de Antonio de la Cruz fue muy aceptada por los músicos mayores del ejército, los cuales solían adaptar algunas de sus piezas para bandas militares. Un ejemplo de esto es la edición de una de sus tandas de valses Aves y Flores a manos del clarinetista y editor Antonio Romero, el cual informó la gran aceptación que tenían estas adaptaciones en el público madrileño, ya que había pocos salones que desconocieran estas bellezas, y el brillante efecto que producían al ejecutarse por las bandas militares. 
En la década de los 50 Antonio de la Cruz formaba parte del grupo de progresistas que abandonaron granada para irse a la capital y que sobre todo a partir de 1854 se reunían en la Calle Lope de Vega. "Exiliados" voluntarios como Pedro Antonio de Alarcón, Mariano Vázquez, Manuel de Palacio, José Castro y Serrano, Luis Eguilaz, Gregorio Cruzada, Pérez Cossio y muchos más, que siendo granadinos o no se les irán uniendo.  
En 1859 volvió a Granada, donde mantuvo un estrecho vínculo con la vida musical de la ciudad. En esta etapa retomó su colaboración con el Liceo y volvió a ser pianista acompañante en la preparación de representaciones del Teatro del Campillo. Colaboró con el barítono Giorgio Ronconi, el cual residía en su carmen granadino desde 1852, en algunos proyectos como en la representación de Nabucco en favor de los soldados granadinos en la Guerra de Áfric, o en el proyecto de la Escuela Nacional de Canto y Declamación de Isabel II (1861-1864). También en esta etapa compone La espumita de sal, una canción con letra de José Salvador de Salvador, la cual el propio Ronconi populariza ofreciéndola de "propina" en sus giras en los teatros de Londres, París, San Petersburgo, La Habana, Nueva York y Filadelfia. 
Debido a su amistad con Manuel Borreta (juez y futuro alcalde de Almería) y su esposa, y la vinculación de su hermano Rafael de la Cruz (abogado y presidente de la empresa Buena Fe) a la ciudad de Almería, Antonio de la Cruz se anima en 1867 a establecerse en la ciudad almeriense, siendo su casa en Almería el punto de reunión de la burguesía musical de la ciudad. A esta ciudad le dedica su mazurca Almería, cuya reducción para piano fue editada en Madrid en 1873 por la Casa Editorial de Enrique Villegas. En el Liceo Artístico y Literario de Almería ejerció como profesor de canto, piano y armonía. 
Para la Semana Santa de 1867 se lleva desde Granada las partituras del célebre Miserere de Vicente Palacios el cual fue interpretado en la catedral. Durante estos años siguió enviando a sus editores de Madrid y de Barcelona sus piezas cortas para piano y canto. La Sociedad de Conciertos de Madrid, creada en 1866 y dirigida por Barbieri, incluyó el vals María, que dedicó a su hermana, y la mazurca Florentina en los conciertos veraniegos de los Jardines del Buen Retiro. 
En el ámbito pedagógico, publicó las obras Método completo de solfeo y Teoría de la música.
En 1870 volvió a Granada por petición de su hermano Diego (adscrito al Partido Republicano Federal y fundador de la Sociedad Cooperativa Granadina) para que colaborara en un proyecto de edificación de casas para la clase obrera en la Calle San Antón.
En 1874 regresa de nuevo a Madrid donde su música seguía siendo exitosa en los salones de bailes y casas aristocráticas como las de la Condesa de la Casa Chaves, la marquesa de Medinaceli o la duquesa de Alba. En cuanto a la vida personal del compositor, estaba soltero y sin compromiso. Gozaba de las amistades del matrimonio de Pedro Antonio de Alarcón, el cual le escribía numerosos textos para sus canciones, y Paulina Contreras, a la cual le hacía numerosas dedicatorias, entre ellas un minueto inspirado en la obra de su marido Pedro Antonio El Sombrero de tres picos; y del matrimonio formado por el escritor murciano Antonio Arnao, el cual era su principal colaborador literario, y la pianista y compositora granadina Sofía Vela, a la que también dedica algunas de sus obras. Sin embargo, su amistad con Barbieri se enfrió tras no recibir contestación a sus cartas por parte del madrileño y también al calificar éste la música de Antonio de la Cruz como "frívola" en la prensa. Parte de la crítica musical no le perdonaba su falta de ambición creativa. Es tal esto que el famoso Antonio Peña y Goñi le llamó despectivamente "Don Opus". 
Gracias a su entusiasmo y afición a las temporadas de ópera del Teatro Real tuvo la oportunidad de conocer a los más renombrados divos entre los que destacamos a Enrico Tamberlick, que estaba enamorado de Granada, ciudad donde le idolatraban; Adela Patti, la cual había estrenado la canción A Grenade del maestro Rossini en 1864; el murciano Mariano Padilla, que era conocido suyo desde la época de estudiante en la escuela de Ronconi y su mujer Desirée Artot, que según se cuenta, fue la única mujer a la que Tchaikovsky amó y la cual le inspiró para componer su poema sinfónico Romeo y Julieta; Marie Sass, que fue elegida por Wagner para el reestreno de su obra Tannhäuser en París; Julián Garraye, cantante al que le dedicó dos piezas: El juramento con texto de Pedro Antonio de Alarcón, y Il primo amore con la que el cantante navarro cerró su ciclo de conciertos en Londres en julio de 1881; entre otros muchos cantantes. A estos célebres cantantes les dedicó piezas. 

## Aspecto político y decadencia de su música
En el aspecto político, Antonio de la Cruz se muestra como un claro defensor de la restauración borbónica. Dedicó varios himnos y marchas a Alfonso XII el cual, al establecer su trono en 1874, le invita a algunas recepciones musicales en palacio a través de su secretario personal el Conde de Morphy, el cual fue un músico aristócrata que vivió su niñez en Granada. 
En 1877 la Sociedad de Conciertos "Unión Artístico Musical" dirigida por Ruperto Chapí hizo las delicias de los diletantes con dos de sus Seis Danzas Americanas. 
En la década de los 80 se empieza a ver una decadencia en su producción musical. Lo poco que compuso en esta época era sobre todo música religiosa, entre la que encontramos marchas procesionales dedicadas a la Virgen de las Angustias, al Corpus y al Viernes Santo de Granada. Estas marchas junto a otras que había compuesto anteriormente en memoria de Daoiz y Velarde, y para el funeral del Marqués del Duero, le convierten el uno de los precursores de las marchas procesionales en España. Es considerado el origen de la marcha procesional granadina.  
En sus últimos tres años de vida no hay constancia que se publicara ninguna obra. Fallece el 25 de septiembre de 1889 en Madrid y su cuerpo es trasladado al cementerio de San Justo. Sus hermanos Rafael, Diego y María son los testamentarios de sus bienes. En la prensa de Granada a penas aparece una esquela de rigor, las revistas musicales no hablan de su fallecimiento y en la prensa madrileña se hace un pequeño comunicado: "Ha fallecido en esta Corte el distinguido compositor granadino don Antonio de la Cruz Quesada". 